# Chris Rinke
Chris Rinke (* 26. Oktober 1960 in Port Coquitlam) ist ein ehemaliger kanadischer Ringer und Gewinner der Bronzemedaille bei den Olympischen Spielen 1984 in Los Angeles im freien Stil im Mittelgewicht.

## Werdegang
Chris Rinke begann als Jugendlicher 1976 an der Oberschule mit dem Ringen. Ab 1979 besuchte er die Simon-Fraser-University (SFU) in Burnaby, British Columbia, wo er sich zu einem hervorragenden Freistilringer entwickelte. 1982 siegte er bei den Commonwealth-Games in Brisbane im Mittelgewicht und belegte ein Jahr später bei den Pan American Games in Caracas im Mittelgewicht den 3. Platz. In diesem Jahr war er auch Sieger bei der nordamerikanischen Studentenmeisterschaft (NAIA) im Mittelgewicht geworden.
Von keinem großen Erfolg war allerdings seine erste Teilnahme bei einer Weltmeisterschaft im Jahre 1983 begleitet. In Kiew kam er im Mittelgewicht ohne Sieg nur auf den 15. Platz. Umso bemerkenswerter war seine Steigerung im Jahre 1984. Bei den Olympischen Spielen in Los Angeles, die allerdings von den meisten Ostblockstaaten, aus denen die Masse der damals in der Welt dominierenden Ringer kam, boykottiert wurde, gewann er mit vier Siegen die Bronzemedaille. Sein Sieg im Kampf um diese Medaille über Reiner Trik aus der Bundesrepublik Deutschland, der als Favorit galt, war mit 5:2 Wertungspunkten allerdings klar.
Gegen Mark Schultz aus den Vereinigten Staaten, der Olympiasieger wurde, hatte Chris Rinke allerdings keine Chance.
Nach den Olympischen Spielen 1984 feierte Chris 1986 mit dem Sieg im Mittelgewicht bei den Commonwealth Spielen in Edinburgh noch einen schönen Erfolg.
Nach dem Ende seiner aktiven Laufbahn trat Chris Rinke eine Stelle als Assistenztrainer und später als Cheftrainer an seiner Heimatuniversität an.

## Internationale Erfolge
(OS = Olympische Spiele, WM = Weltmeisterschaft, F = freier Stil, We = Weltergewicht, Mi = Mittelgewicht, damals bis 74 kg bzw. 82 kg Körpergewicht)
- 1979, 3. Platz, Pan American Championships der Junioren in Monterrey, F, We, hinter Lazaro C. Ruiz, Kuba und Todd Sumpter, USA und vor Jorge Luis Rocha, Mexiko und Dimas Ochoa, Venezuela;
- 1982, 3. Platz, World Cup in Toledo/USA, F, Mi, hinter Mark Schultz, USA und Vagab Kasibekow, UdSSR und vor Beak Hyung-Myong, Südkorea und Kally Agogo, Nigeria;
- 1982, 1. Platz, Commonwealth Games in Brisbane, F, Mi, vor Wally Koenig, Australien und Jai Parkash Kangar, Indien und Steven Kurpas, England;
- 1983, 3. Platz, Pan American Games in Caracas, F, Mi, hinter Jose Damian, Kuba und Evalio de Jesus Suarez, Venezuela;
- 1983, 15. Platz, WM in Kiew, F, Mi, Sieger: Taimuras Dsgojew, UdSSR vor Dsewegiin Düwtschin, Mongolei und Efraim Kamberow, Bulgarien;
- 1984, 1. Platz, Großer Preis der BRD in Freiburg im Breisgau, F; Mi, vor Peter Syring, DDR, A. Suchanow, UdSSR, Dieter Otto und Wolfgang Otto, beide BRD;
- 1984, Bronzemedaille, OS in Los Angeles, F, Mi, mit Siegen über Steven Kurpas, Ortelli, Italien, Kenneth Reinsfield, Neuseeland und Reiner Trik, BRD und einer Niederlage gegen Mark Schultz, USA,
- 1984, 4. Platz, World Cup in Toledo/USA, F, Mi, hinter Christopher Campbell, USA, Vesko Manow, Bulgarien und Wladimer Modossiani, UdSSR und vor Mohamed Elashram, Ägypten und Jose Damian;
- 1985, 2. Platz, „Memorial-Roger-Coulon“ in Clermont-Ferrand, F, Mi, hinter Josef Lohyna, CSSR und vor Alexander Tambowtschew, UdSSR, Leszek Ciota, Polen, Peter Franz, DDR und Marian Stancio, Frankreich;
- 1986, 1. Platz, Commonwealth Games in Edinburgh, F, Mi, vor Wally Koenig und Anthony Bell, England;
- 1990, 5. Platz, World Cup in Toledo/USA, F, Mi, hinter Juri Worobjow, UdSSR, Necmi Gençalp, Türkei, Melvin Douglas und Orlando Hernandez